# Mollisquama
Mollisquama (Dolganov, 1984) è un genere di pesci cartilaginei appartenente all famiglia Dalatiidae.

## Distribuzione e habitat
Le due specie del genere sono note per il Cile e per il golfo del Messico. Vivono in acque profonde.

## Biologia
Ignota.

## Tassonomia
Il genere comprende 2 specie:
- Mollisquama mississippiensis
- Mollisquama parini